# Šabac
Šabac (en serbio cirílico: Шабац, pronunciado /shábats/) es una ciudad y municipio situado en Serbia, a orillas del río Sava en la región histórica de Mačva. Es el centro administrativo del Distrito de Mačva, dentro de la organización territorial de Serbia. La ciudad tiene una población de 55.163 habitantes (2002), mientras que la población del municipio es de 122.893. Le fue otorgada la categoría de ciudad en 2007 por la Asamblea Nacional de Serbia.

## Historia
El primer asentamiento en la ubicación actual de Šabac data de la Edad Media, donde un documento de 1454 registra un pueblo llamado Zaslon. Formó parte del estado serbio eslavo hasta que cayó bajo el Imperio otomano. En 1470 los turcos construyeron la primera fortaleza en la ciudad, bajo el nombre de Bejerdelen (Böğürdelen). En 1476 el rey húngaro Matías Corvino ocupó la fortaleza, que estuvo bajo su poder hasta 1521. La fortaleza pasó del imperio otomano al austrohúngaro en varias ocasiones, debido a su importante posición geoestratégica. La ciudad también fue un lugar destacado para el comercio.
La etimología del nuevo y actual nombre, Šabac, es incierta, pero desciende probablemente de la palabra Sava. Šabac se convirtió en un lugar de importancia en la historia de Serbia, por la Primera insurrección serbia. En 1806, Karađorđe Petrović lideró a los insurgentes serbios en una de las primeras victorias sobre el ejército turco cerca de la aldea de Mišar, junto a la ciudad de Šabac. La familia Obrenović también dejó marca en la ciudad, como lugar de residencia del ilustrado Jevrem Obrenović, hermano del príncipe Miloš Obrenović, que modernizó y urbanizó la ciudad después de la Segunda insurrección serbia.

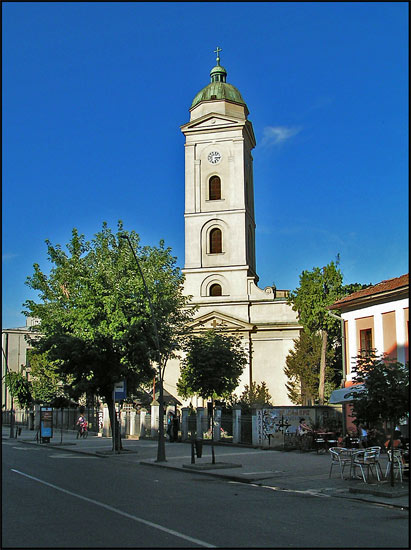
Iglesia ortodoxa en Šabac.

El ejército turco finalmente abandonó el fuerte de Šabac en 1867, poniendo fin a la presencia otomana en la zona. El primer periódico fue impreso en Šabac en 1883. La ciudad prosperó hasta la Primera Guerra Mundial, cuando fue parcialmente destruida y su población disminuyó a la mitad (de 14.000 a 7000 habitantes). La Primera Guerra Mundial es también recordada por la batalla en la cercana montaña de Cer, donde el ejército serbio del general Stepa Stepanović logró derrotar a las tropas de Austria-Hungría, en agosto de 1914, la primera victoria de los Aliados en la guerra. 
El período yugoslavo se caracterizó por un renovado progreso. La fábrica de productos químicos "Zorka" fue inaugurada en Šabac en 1938 y marcó el desarrollo de la ciudad. Sin embargo, este se vio interrumpido por la Segunda Guerra Mundial, y la ocupación por la Alemania nazi. Durante este tiempo, unos 5.000 ciudadanos de Šabac y otras 20.000 personas fueron encarcelados en el campo de concentración de Šabac, causando finalmente la muerte de alrededor de 7000 personas. La ciudad fue finalmente liberada por los Partisanos en 1944.
Tras la Segunda Guerra Mundial, Šabac se convirtió en una moderna ciudad industrial con la mencionada planta química "Zorka". El mayor crecimiento se alcanzó en el decenio de 1970 con la construcción del pabellón de deportes, hoteles, estadios, así como un número de escuelas, guarderías y otras instituciones que se construyeron para acomodar el crecimiento de la población. Con sus alrededor de 125.000 residentes en todo el municipio, es una de las grandes ciudades de Serbia.

## Demografía
Según el censo de 2002, la población por grupos étnicos de la ciudad y el municipio son los siguientes:
| Grupos étnicos en el área municipal |           |  |  |  |  |  |  |  |  |
| Grupo étnico                        | Población |  |  |  |  |  |  |  |  |
| Serbios                             | 118,000   |  |  |  |  |  |  |  |  |
| Romaníes                            | 1,001     |  |  |  |  |  |  |  |  |
| Montenegrinos                       | 178       |  |  |  |  |  |  |  |  |
| Musulmanes de nacionalidad          | 512       |  |  |  |  |  |  |  |  |
| Yugoslavos                          | 478       |  |  |  |  |  |  |  |  |
| Croatas                             | 417       |  |  |  |  |  |  |  |  |
|                                     |           |  |  |  |  |  |  |  |  |

| Grupos étnicos en el área urbana |           |  |  |  |  |  |  |  |  |
| Grupo étnico                     | Población |  |  |  |  |  |  |  |  |
| Serbios                          | 52,351    |  |  |  |  |  |  |  |  |
| Romaníes                         | 151       |  |  |  |  |  |  |  |  |
| Montenegrinos                    | 148       |  |  |  |  |  |  |  |  |
| Musulmanes de nacionalidad       | 489       |  |  |  |  |  |  |  |  |
| Yugoslavos                       | 374       |  |  |  |  |  |  |  |  |
| Croatas                          | 107       |  |  |  |  |  |  |  |  |
|                                  |           |  |  |  |  |  |  |  |  |

## Economía
Šabac tenía una de las más prósperas economías en la antigua Yugoslavia antes de la década de 1990, cuando la industria química "Zorka", la principal compañía en Šabac, quebró durante las sanciones de la ONU. Muchas grandes empresas como "Šapčanka", "Izgradnja" y "Nama" quebraron durante la crisis de la economía yugoslava. Hoy en día existen algunas empresas poderosas, como "Šabačka Mlekara", "Narcis Popović", "Zorka Pharma" y "Hesteel". Las principales industrias de Šabac son la agricultura, el transporte y la producción de alimentos.

## Transportes

### Carreteras
El municipio está atravesado por 59,9 km de carreteras principales, 111,4 km de carreteras regionales y 304,2 km de carreteras locales.

### Ferrocarril
El ferrocarril que atraviesa Šabac conecta Ruma con Loznica y Zvornik junto al Drina, y enlaza Serbia con Bosnia y Herzegovina. Este ferrocarril solo se utiliza para el transporte de mercancías y materias primas, y el transporte de pasajeros es insignificante.

## Deportes
- El club de fútbol de la localidad es el FK Mačva Šabac, club en el que jugó el ex seleccionador de Serbia, Miroslav Djukic, que además nació en la ciudad.

- El club de balonmano radicado en Šabac, el RK Metaloplastika Šabac, fue uno de los más importantes de Europa en los años 1980, logrando en 1985 y 1986 ganar la Copa de Europa.

## Ciudades hermanadas
- Argostoli, Grecia
- Fujimi, Japón
- Kiryat Atta, Israel
- Kralupy nad Vltavou, República Checa